# Hadena consparcata
Hadena consparcata là một loài bướm đêm trong họ Noctuidae.